# Guagno (Fluss)
Der Guagno (im Oberlauf Fiume Grosso genannt) ist ein kleiner Fluss in Frankreich, der im Département Corse-du-Sud auf der Insel Korsika verläuft. Er entspringt im nordöstlichen Gemeindegebiet von Guagno, entwässert generell in westlicher Richtung durch den Regionalen Naturpark Korsika und mündet nach rund 19 Kilometern im Gemeindegebiet von Letia als linker Nebenfluss in den Oberlauf der Liamone.

## Orte am Fluss
(Reihenfolge in Fließrichtung)
- Guagno
- Orto
- Poggiolo
- Guagno les Bains, Gemeinde Poggiolo